# Mateusz I (patriarcha Konstantynopola)
Mateusz I, gr. Ματθαίος Α´, Matthaios I (zm. w sierpniu 1410 w Konstantynopolu) – patriarcha Konstantynopola w latach 1397–1410.

## Życiorys
Mateusz I został wybrany patriarchą Konstantynopola po śmierci Kaliksta II Ksantopula, dzięki poparciu cesarza Manuela II Paleologa, w listopadzie 1397 r. W 1401 r., kiedy Tamerlan wyruszył przeciwko sułtanowi Bajazydowi I, Mateusz I, przekonany o zwycięstwie Turków, jak większość proturecko zorientowanego społeczeństwa, prawdopodobnie rozpoczął tajne negocjacje z wrogiem. Udało mu się potem z tego wytłumaczyć w encyklice, w której piętnuje upadek moralny swoich obywateli w świetle listów świętego Pawła do Koryntian.
Pod nieobecność cesarza Manuela II, który w tym czasie szukał pomocy na zachodzie, część biskupów popierająca Jana VII Paleologa, kwestionowała kompetencje Mateusza I do pełnienia funkcji patriarchy. Cztery dni po powrocie do Konstantynopola, 14 czerwca 1403 r. cesarzowi udało się zmusić opornych siłą do posłuszeństwa.
Patriarcha Mateusz zmarł w sierpniu 1410 r.